# Chotyn

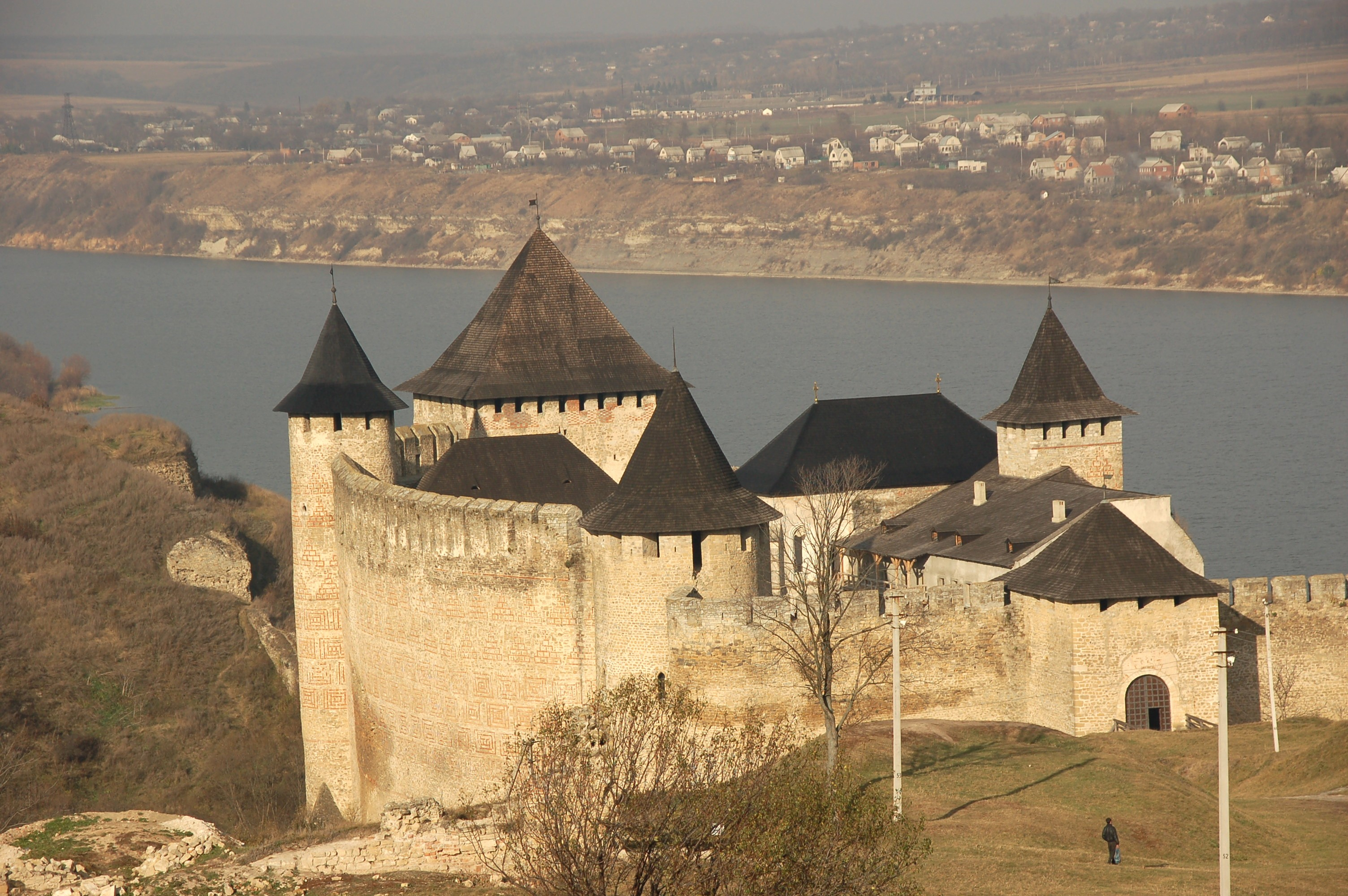
Chotynborgen, 1400 e.Kr., byggd på samma plats som ett fort från Kievriket låg på 800 e.Kr. (1899).

Chotyn (ukrainska: Хотин uttal (fil)), även Chotin, Hotin eller Khotyn, är en stad i norra Bessarabien, Ukraina, vid Dnestr, nordöst om Tjernivtsi.
Chotyn var tidigare en viktig fästning, och känt för sin läderindustri.